# ハブ径
ハブ径（ハブけい）は車のホイールの中心にある穴の直径。センターボアとも呼ばれる。

## 概要
ハブ径は、例えば車のホイールを交換するときなどに重要となり、交換するホイールのハブ径より車のハブ径が小さくないと装着できない。また、交換するホイールのハブ径と車のハブ径を合わせることにより高い精度で回転中心を出すことができる。特に2pcラグボルトを使用している輸入車ではハブ径を合わせないと高速走行時等にハンドルのブレや振動が発生する場合があるので注意が必要である。
メーカーによってハブ径は異なる。
代表的な例は、BMWミニの56mm、フォルクスワーゲン/アウディ/スマートの57mm、ルノーの60mm、メルセデスベンツの66.5mm、プジョー/シトロエン/ボルボなどの65mm、ポルシェの71.6mm、BMWの72.6mm等である。
また、同じ自動車メーカーでも車種によってハブ径が異なる場合がある。トヨタの54mm・60mm、日産の59mm・60mm・66mm、三菱の56mm・67mm等、マツダの54mm・67mm、ホンダの56mm・64mm、スバルの56mm、同軽自動車の59mm (自社生産車)である。
多くの社外品ホイールのハブ径は73mmから75mmという大きな値に設定されており、あらゆる車に装着出来るようになっている。またハブセントリックリング（略称ハブリング）と呼ばれるパーツを装着する事により、より高い精度で回転中心を出すことができる。

## 仕様別車種例（OEM車種を含む、それぞれの派生車種を含む）

### 4穴
- 54.0mm
  - トヨタ: スターレット（EP71型以降）、ヴィッツ、アクア、ターセル/コルサ/カローラII（L20型以降）、カローラ/スプリンター（E80型以降）、プリウス（初代）、タンク/ルーミー、MR2（初代AW系）、MR-S、プロボックスなど
  - マツダ: キャロル（2代目以降）、AZ-1、デミオ、ファミリア、ロードスター
  - ダイハツ： ミラ、ムーヴ、タント、コペン、アトレー/ハイゼット
  - スズキ： アルト、ワゴンR、スペーシア、エブリイ、キャリイ、カルタス、ソリオなど。

- 56.0mm
  - 三菱: ミニカ（H40系）、ekシリーズ、コルト、ランサー
  - ホンダ: トゥデイ、ライフ、バモス/アクティ、シティ、ロゴ、フィット、インサイト（初代）、シビック（タイプRを除く2代目～7代目）、インテグラ（5ナンバー車のタイプR以外）、プレリュード（AB/BA1.4.5.7）

- 58.0mm
  - アルファロメオ
  - フィアット

- 59.0mm
  - 日産: マーチ（K10・K11）、Be-1、パオ、フィガロ、キューブ（Z10）、パルサー（N14・N15）、サニー・NXクーペ・ルキノ（B12・B13・B14）、ウイングロード/ADバン（Y10･Y11）
  - マツダ: ファミリアバン（日産ADバンのOEM車）
  - スバル: 550cc～660cc自社生産軽自動車の全て（レックス、サンバー、ヴィヴィオ、プレオ、R2、R1、ステラ）、軽自動車派生の普通車（ジャスティ、ドミンゴ）、レオーネバン（日産ADバンのOEM車）

- 60.0mm
  - トヨタ: スターレット（KP61）、カローラ/スプリンター（E20型の13インチホイール車・E30～70型）、マークII/チェイサー/クレスタ（X70型まで）、セリカ（A60型まで）、タウンエース/ライトエース、タウンエースノア/ライトエースノア
  - 日産： Bプラットフォーム全車（マーチ（K12系以降）、マイクラC+C、キューブ（Z11系以降）、ノート（E11型以降）、ウイングロード（Y12）/ADバン、ティーダ/ティーダラティオ（C11型）、ブルーバードシルフィ（G11型）
  - ルノー: トゥインゴ、カングー（初代）

- 64.0mm
  - ホンダ: インテグラ（95年から98年1月までのタイプR）、プレリュード（BA8.9/BB1.4）、アコードワゴン（CF4/5/6/7）

- 65.1mm
  - プジョー: 205、206、207、306、307
  - シトロエン: C2、C3、ZX

- 66.0mm
  - 日産: サニー（B12～B14を除く）、パルサー（初代/2代目）、ブルーバード（初代を除く）、ブルーバードシルフィ（初代）、シルビア/180SX（S13型まで・S14型の一部）、スカイライン（R31型までとR32型とR33型の一部）、ローレル（C34型まで）、アベニール

- 67.0mm
  - 三菱: ミニカ・ダンガンZZ-4（H30型まで）、ブラボー/ミニキャブ（U40型まで）、ギャランΣ/ギャランΛ、ランサーエボリューション（Ⅰ～Ⅲ）
  - マツダ: ファミリア（5代目/6代目）、エチュード、カペラ（3代目）

- 101.6mm
  - スバル:　1000、レオーネ（3代目まで）、アルシオーネ（初代）
  - いすゞ:  ジェミネットII（3代目スバルレオーネエステートバンのOEM車）

### 5穴
- 56.0mm
  - スバル: スバル・インプレッサ、レガシィ、フォレスター
  - いすゞ: アスカCX（初代スバルレガシィのOEM車）

- 57.0mm
  - フォルクスワーゲン
  - アウディ
  - ポルシェ:マカン

- 60.0mm
  - トヨタ: [1]カローラルミオン、オーリス、ブレイド、アルテッツァ、SAI、カムリ、マークX、クラウン（150型以降）、トヨタ・センチュリー、アイシス、ヴォクシー/ノア、MR2（2代目）、キャミ、ラッシュ、RAV4、ヴァンガード、ハリアー
  - レクサス: IS、HS、RX、LS
  - マツダ: マツダ・RX-7(FC3S)

- 63.4mm
  - ボルボ
  - ランドローバー: フリーランダー2、レンジローバーイヴォーク

- 64.0mm
  - ホンダ: レジェンド、オデッセイ、ステップワゴン

- 66.0mm
  - 日産: プリメーラ（P12型）、セフィーロ（A32/A33型）、ティアナ、スカイライン（R32型/R33型の一部とR34型以降）、ローレル（C35型）、ステージア、セレナ、キックス

- 66.5mm
  - メルセデス・ベンツ
  - ベントレー: コンチネンタルGT
  - アウディ: A4（B8/2008年～）/A5（2008年～）/A6（C7/2011年～）/A8（2010年～）/Q5（2009年～）

- 67.0mm
  - トヨタ: クラウン（130型/140型）、ハイエース、キャミ、ラッシュ
  - 日産: ラフェスタハイウェイスター
  - 三菱: ギャランフォルティス、ランサーエボリューションⅣ～Ⅸ、FTO、アウトランダー、パジェロミニ、パジェロジュニア
  - マツダ: アクセラ、アテンザ、ミレーニア、センティア、ルーチェ、プレマシー、MPV、ボンゴフレンディ
  - ダイハツ: アルティス、テリオスキッド、テリオス、ビーゴ

- 70.3mm
  - ランドローバー: 2代目レンジローバー、2代目ディスカバリー

- 71.6mm
  - ポルシェ: マカンを除く

- 72.6mm
  - BMW: 4代目5シリーズ(E39)を除く
  - ランドローバー: 3代目レンジローバー、レンジローバースポーツ、ディスカバリー3

- 73.0mm
  - 日産:旧日産車

- 74mm
  - BMW:4代目5シリーズ(E39)

### 6穴
- 100mm
  - 日産: エルグランド（初代）
  - いすゞ: ミュー、ウィザード、ビッグホーン、ファーゴフィリー（初代日産エルグランドのOEM車）

- 106mm
  - トヨタ: ハイエース（200系）

- 164mm
  - 中型・大型トラック・バス: JIS方式17.5インチホイール、JIS方式19.5インチホイール

### 8穴
- 221.2mm
  - 中型・大型トラック・バス: 新ISO方式19.5インチホイール、JIS方式19.5インチホイール、JIS方式22.5インチホイール

### 10穴
- 176mm
  - トレーラー: 新ISO方式17.5インチホイール

- 281.2mm
  - 中型・大型トラック・バス: 新ISO方式22.5インチホイール
  - トレーラー: 新ISO方式22.5インチホイール